# Africa Jim
Vous venez d’apposer le modèle de débat d'admissibilité.
Avant toute chose, veuillez créer la page de débat correspondante en cliquant ici.
- Une fois la page de vote initialisée, rafraîchissez cette page, et le bandeau prendra son aspect définitif.
- Si votre débat d'admissibilité est groupé (le motif et l’argumentation doivent être les mêmes), modifiez cette page pour ajouter au modèle le paramètre « cat » suivi du nom de la page de discussion de l’article pour lequel la page de débat existe déjà (ex. : cat=Discussion:Nom_de_l'autre_article). Ensuite, suivez les nouvelles instructions qui apparaissent.
- Vous pouvez également utiliser le paramètre « type » pour faciliter l’accès aux critères d’admissibilité. Exemple : {{suppression|type=mot-clé}}. Liste des mots-clés existants : fiction, musique, art visuel, fanzine, jeu de société, porno, sportif, association, enseignement, société, site web, route, nombre, (Liste complète ici).

| 1. | Créez la page de débat d'admissibilité.                                                                      | Sauvegardez d’abord la page pour l’initialiser puis indiquez votre motivation.    |
| 2. | Important : ajoutez une entrée dans la section Débat d'admissibilité du jour.                                | Utilisez ce texte : *{{L\|Africa Jim}}                                            |
| 3. | Pensez à informer les contributeurs principaux de la page et les projets associés lorsque cela est possible. | Utilisez ce texte : {{subst:Avertissement débat d'admissibilité\|Africa Jim}}~~~~ |

Africa Jim est une série de bande dessinée belge humoristique publié sous forme de strips réalisé par le dessinateur Clarke et le scénariste François Gilson.

## Synopsis
Africa Jim est un aventurier qui doit affronter les dangers de la jungle urbaine et "sauvage".

## Personnages
- Africa Jim est le seul héros régulier de la série, c'est un héros héroïque et gaffeur.

## Publication

### Albums
La série n'a jamais été publié en album.

### Revues
La série a été publiée régulièrement dans le journal Spirou entre 1992 et 1999 dans la Balise à cartoons  sous forme de strip de 3/*4 cases.